# رحوب (الجوف)
مديرية رحوب الجمهورية اليمنية. تتبع جغرافيا لمحافظة الجوف . يبلغ تعداد سكانها 3470 نسمة حسب الإحصاء الذي أجري عام 2004.